# Quinta dos Simões

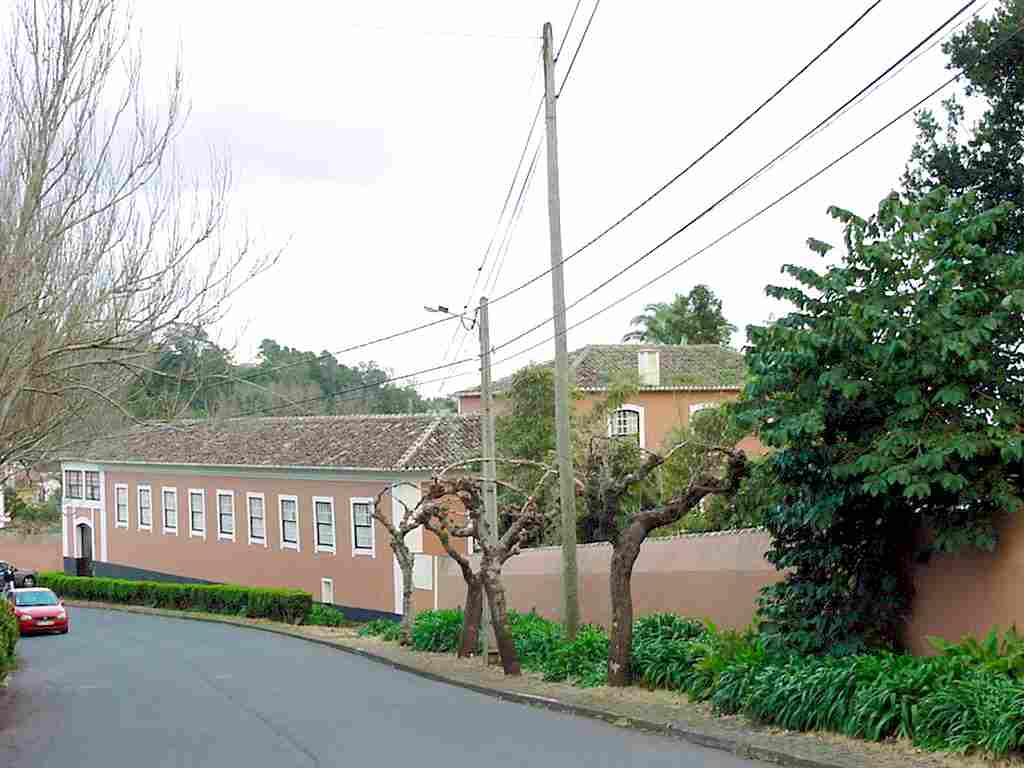
Quinta dos Simões, fachada do solar.

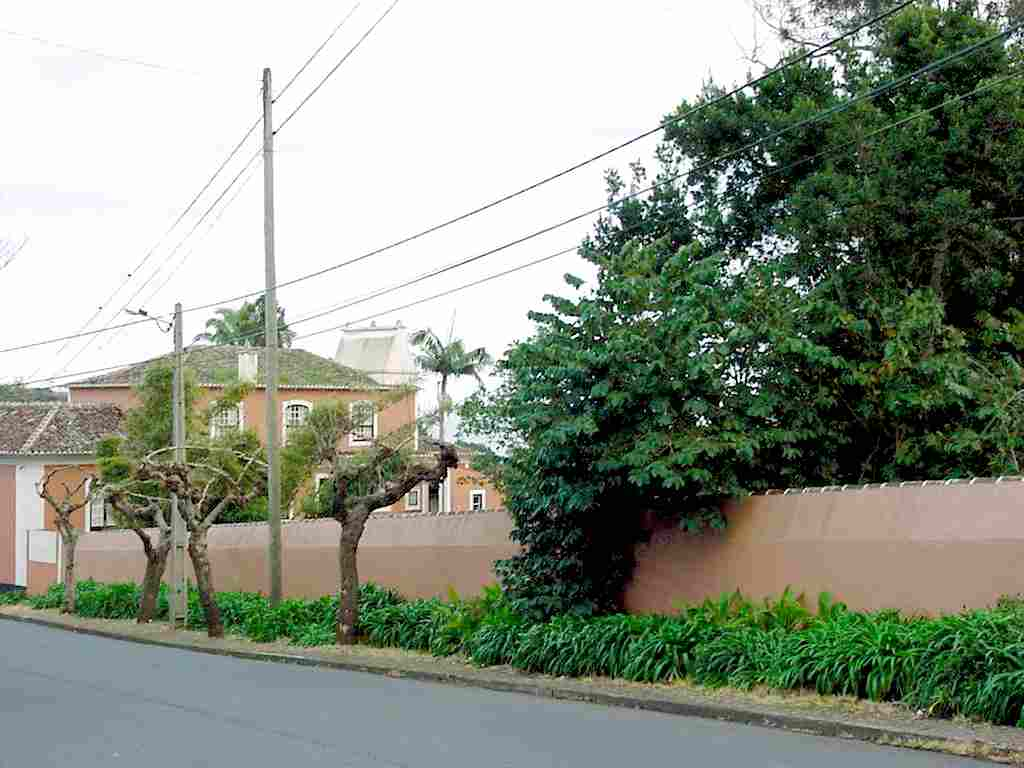
Quinta dos Simões, vista geral.

A Quinta dos Simões é composta por uma vasta propriedade agrícola e um dos mais antigos solares da Ilha Terceira, tem ao longo dos séculos sido pertença da família Simões.
Esta quinta portuguesa, localiza-se na ilha açoriana da Terceira, concelho de Angra do Heroísmo, freguesia da Terra Chã.